# هارون لويس
هارون لويس (بالإنجليزية: Aaron Lewis)‏ هو لاعب كرة قدم بريطاني في مركز الظهير، ولد في 26 يونيو 1998 في سوانزي في المملكة المتحدة. لعب مع سوانزي سيتي.

## وصلات خارجية
- هارون لويس على موقع قاعدة بيانات كرة القدم.إي يو (الإنجليزية)
- هارون لويس على موقع Soccerway.com (الإنجليزية)